# Коктал (Акмолинская область)
Коктал (до 1990-х годов — Кирово) — упразднённое село в Целиноградском районе Акмолинской области. На момент упразднения являлось административным центром Коктальского сельского округа. В 2000 году включено в состав города Астана и исключено из учётных данных

## География
Располагалось в 10 км к северо-западу от Астаны, на правом берегу реки Есиль и в 1 км от автомобильной дороги Астана — Екатеринбург. Ныне представляет собой жилой массив в Сарыаркинском районе города Астана.

## История
Основан в 1912 году. В 1928—1960 годах был центром хозяйства № 1, в 1960—1992 годах — Кировского молочного хозяйства.
В 1990 годы включен в состав села населённый пункт ПЧЛ-2.
Указом Президента Республики Казахстан «Об изменении границ города Астаны» от 8 августа 2000 года часть населённых пунктов района, в том числе село Коктал, были включены в административно-территориальные границы города Астана.

## Население
В 1989 году население села составляло 3141 человек. Национальный состав: русские — 48 %. По данным переписи 1999 года, в селе проживало 3877 человек, в том числе 2013 мужчин и 1864 женщин.

## Транспорт
Связан был с другими населёнными пунктами автомобильной дорогой.